# Erythrocalla patrizii
Erythrocalla patrizii là một loài bọ cánh cứng trong họ Cerambycidae.